# Gesprek tussen een priester en een stervende
Gesprek tussen een priester en een stervende (Frans: Dialogue entre un prêtre et un moribond) is een dialoog geschreven door de markies de Sade terwijl hij opgesloten zat in het Château de Vincennes in 1782. Het is een van de vroegst bekende geschreven werken van De Sade die met zekerheid gedateerd is, en werd voor het eerst gepubliceerd in 1926 samen met een editie van Historiettes, Contes et Fabliaux (oorspronkelijk geschreven in 1788). Het werd vervolgens in 1927 in het Engels gepubliceerd door Pascal Covici in een beperkte, handgenummerde editie van 650 exemplaren.

## Synopsis
In deze korte, bijtend scherpe dialoog toont De Sade zich een kind van de Verlichting: op basis van een deterministisch materialisme ontkracht hij het geloof van de priester en verdedigt hij het recht van de natuurlijke driften. Hij eindigt met een voor zijn doen opvallend positieve moraal: de anderen even gelukkig maken als je zelf wilt zijn.

## Publicatieachtergrond
De Sade voltooide het notitieboek dat de dialoog bevat op 12 juli 1782, terwijl hij gevangen zat in het Kasteel van Vincennes. Hij nam het manuscript mee toen hij in 1784 naar de Bastille werd overgebracht.
Na de Bestorming van de Bastille op 14 juli 1789 verdwenen de gevangenisgeschriften van De Sade (De Sade was op 4 juli verplaatst naar Charenton), waaronder het manuscript van de dialoog. Het overleefde echter in privécollecties en werd in de negentiende eeuw een aantal keer op een veiling verkocht. Op 6 november 1920 werd het door Maurice Heine gekocht op een veiling in het Hôtel Drouot, Parijs, en hij hield toezicht op de publicatie ervan in Frankrijk in 1926 in een beperkte oplage van 500 exemplaren, waarvoor hij een inleiding schreef.
De dialoog is sinds de jaren vijftig verschillende keren in het Frans verschenen, onder meer in wetenschappelijke edities van de werken van De Sade onder redactie van Gilbert Lely, Le Brun en Pauvert, en Michel Delon.

## Vertalingen in het Nederlands
- Gesprek tussen een priester en een stervende, en andere teksten. Galge, Brugge, 1965
- Gesprek tussen een priester en een stervende. Vertaling Herwig Leus, Jef Meert Uitgeverij, heruitgave 1997
- Dialoog tussen een priester en een stervende. De Dolle Hond, Amsterdam, 2002